# 揖保乃糸

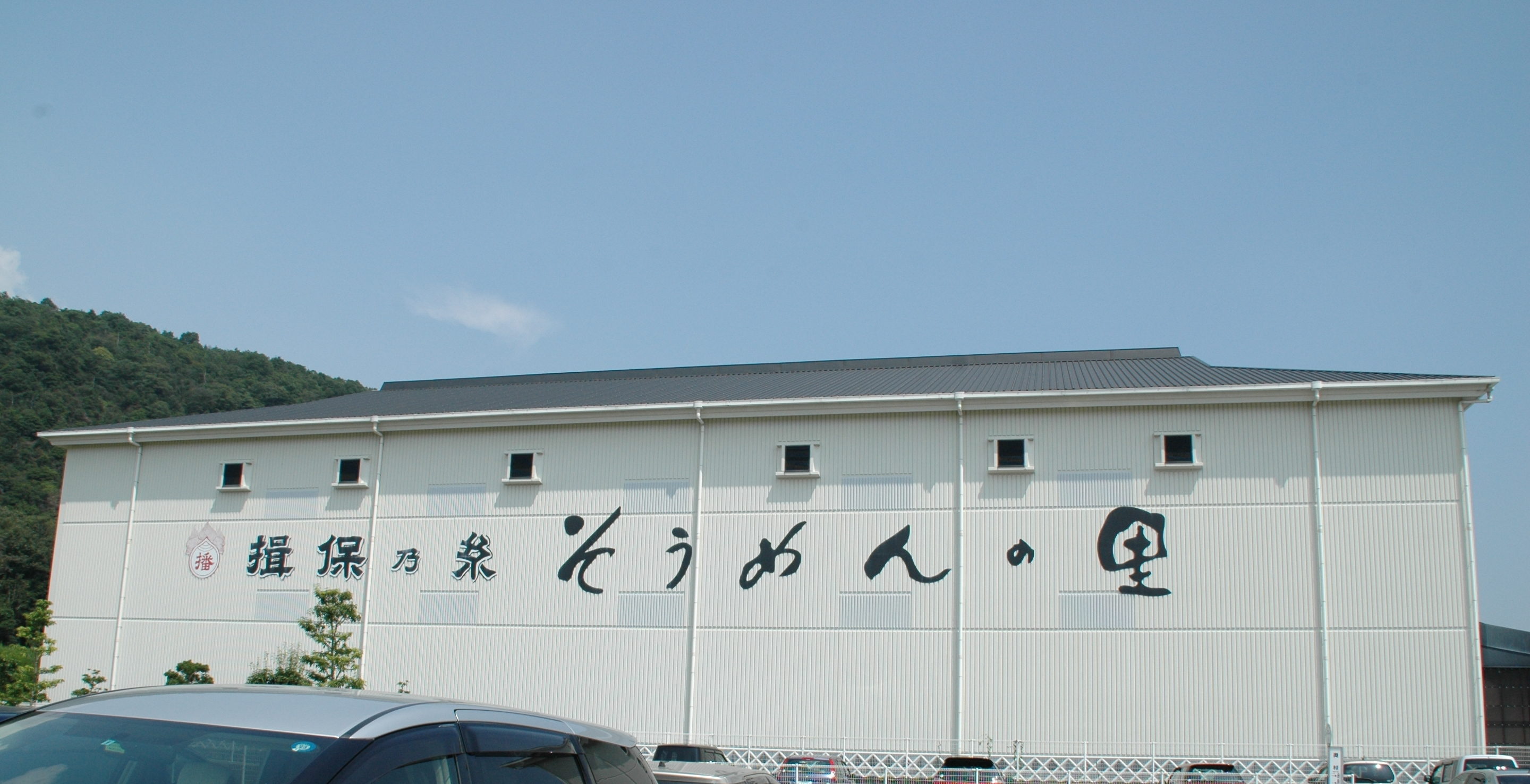
揖保乃糸 資料館 そうめんの里（たつの市）

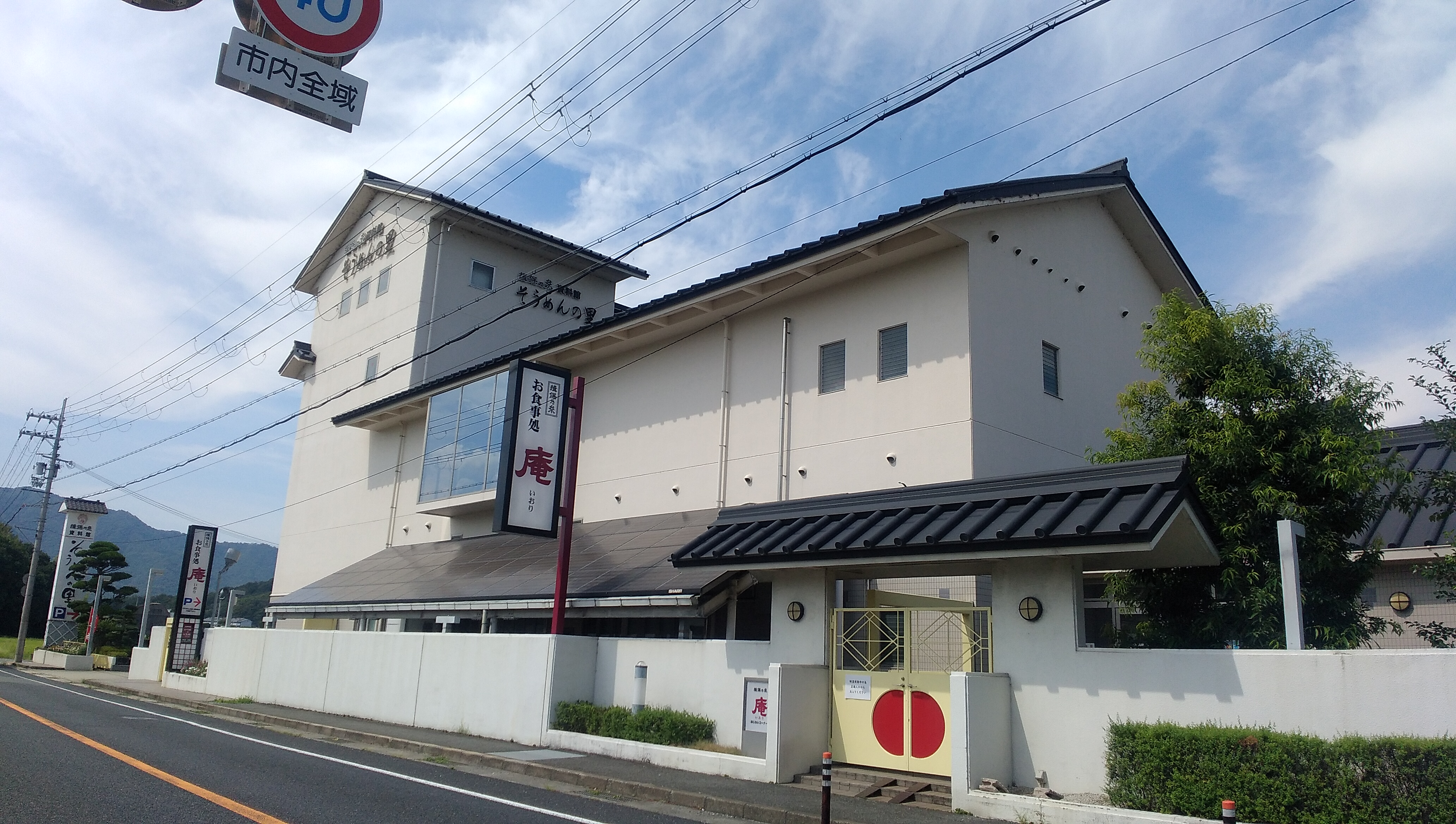
揖保乃糸そうめんの里資料館の外観。

揖保乃糸（いぼのいと）は、兵庫県手延素麺協同組合が有する高級手延素麺及び関連製品の商標。清流播磨五川のうち、揖保川、千種川、夢前川、市川流域のたつの市、揖保郡太子町、宍粟市、佐用郡佐用町、姫路市で生産される。

## 歴史
斑鳩寺（揖保郡太子町）の寺院日記『鵤庄引付』中、1418年（応永25年）9月15日の条に「サウメン」の記述がある。素麺に関する記述として、播磨国では最古のものであり、この頃から素麺の生産が行われていた。
江戸時代の宝暦・明和年間（1751年 - 1772年）頃に、揖保郡での素麺作りの組織化が進んだ。
1865年（慶応元年）、当時の龍野藩・林田藩・新宮藩の素麺屋仲間の内で「素麺屋仲間取締方申合文書」が交わされ、品質等について取り決めたが、廃藩置県によりそれまでの藩の保護を失った製麺業者は1872年（明治5年）に明神講が、1874年（明治7年）には開益社が設立している。開益社設立時点の文書に残る製造業者は127名。
1887年（明治20年）に播磨国揖東西両郡素麺営業組合の設立を申請、同年9月9日認可された。初年度組合員は309名、生産量は約116,000箱だった。この2年後に飾西郡素麺営業組合、4年後には飾東郡素麺営業組合がそれぞれ設立された。1898年（明治31年）には機械素麺の製造を開始。組合員33名により16,000箱が製造された。翌年には龍野市神岡町に、三輪素麺の産地の大神神社から勧請を受けて素麺神社（大神神社）が建立されている。1906年（明治39年）頃から北海道、朝鮮等の遠隔地へ販路の拡大を図りはじめた。またこの年、特許局へ「三神乃糸」「揖保乃糸」等の商標登録を行っている。
1922年（大正11年）に揖保郡素麺同業組合を播州素麺同業組合に改組。対外的には1924年（大正13年）に全国製麺同業組合連合会を結成し、事務局を龍野に置いた。その後生産量は順調に伸び、1931年（昭和6年）には手延素麺の生産高が998,499箱と、戦前では頂点に達した。播州素麺同業組合は1935年（昭和10年）に消費市場で手延素麺と機械素麺との混同を防ぐため機械素麺業者を分離し、組合名を播州手延素麺工業組合に改めている。
日中戦争が激化する1939年（昭和16年）には政府により生産統制をかけられ、1945年（昭和20年）7月3日の姫路大空襲では組合事務所を焼失するなど戦争の影響を受けた。また、この組合事務所の焼失により、事務所を再び龍野へ戻している。それでも終戦を迎えた同年の生産は120,000箱だったが、翌1946年には戦後の混乱により原料となる小麦が入手できず、生産量は約23,000箱まで落ち込んでいる。
戦後の復興で需要が伸びる中、1962年（昭和37年）には播州手延素麺工業組合も水車製粉を廃し、大手製粉を取り入れた。この時、組合の名称を兵庫県手延素麺協同組合に改称している。1976年（昭和51年）には、分裂していた3組合を吸収合併し、播州手延素麺の商標を「揖保乃糸」に一本化した。素麺業界への動きとしては、1966年（昭和41年）に日本手延素麺協同組合連合会を結成、事務局をたつの市（旧：龍野市）に置いている。
1993年（平成5年）、当時の12代理事長塩谷重喜が「手延製麺技能士」の新設を労働省に要望、国家資格としての手延製麺技能士試験が始まった。様々な組合共同事業により、揖保乃糸は一大ブランドとなったが、塩谷は、兵庫県西播磨・中播磨地域の主要地場産業の情報発信する施設が必要と考え、1997年（平成9年）に「揖保乃糸 資料館 そうめんの里」を開設する。

## 特徴

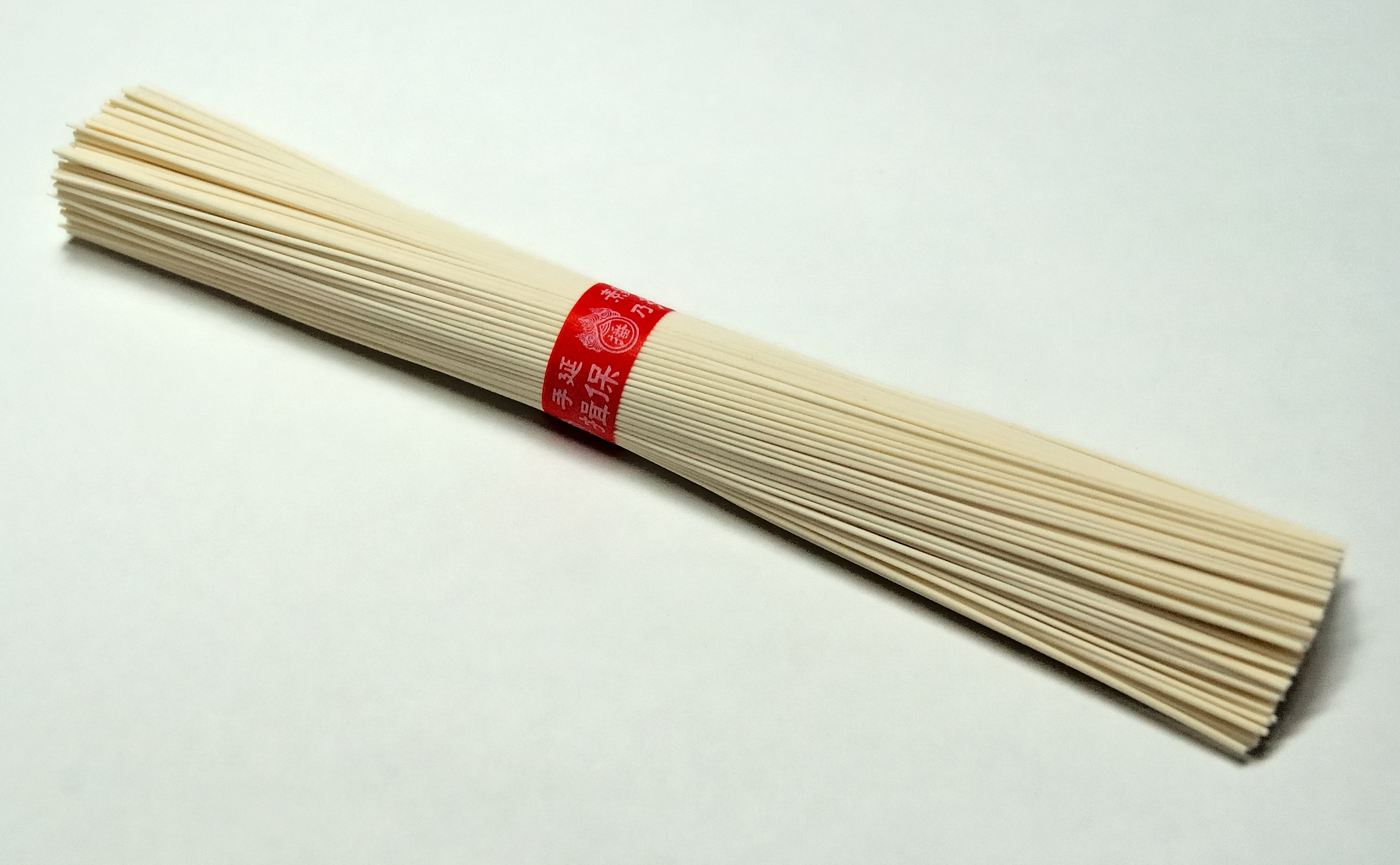
揖保乃糸

厳選した原材料を使用しているため、他社の一般的な製品と比べて高価だが、全国的に愛好者が多く、知名度は高い。
組合に所属する製麺業者間で品質のばらつきが出ないように材料は組合が一括購入し、検品も組合が実施している。
基本的な「揖保乃糸」に使用される小麦粉は、ASWを中心とする、組合が設定した品質基準に合った銘柄によるブレンド粉である。北海道産小麦を使った縒つむぎや、兵庫県産小麦を使った播州小麦など、国内産小麦のみを使用した等級外商品もある。製麺工程は、捏ね→圧延→板切→小より→掛巻→小引き→小分け→門干し→切断→計量・結束・箱詰めから成り、各工程の作業にはつけまえ、あしづけといった独特な呼称がある。門干し工程では、「はた」と呼ばれる道具で麺を2メートルまで徐々に伸ばしながら乾燥させる。
箱詰め後に検査指導員による検品と格付けが行われる。品質の基準は麺水分・麺線・麺質・色択（白度）・香気の5項目からなる。等級には10月から翌年4月まで生産され全体の8割を占める上級（赤帯）と、12月から翌年2月まで期間限定で生産される特級（黒帯）などがある。最上級の「三神」はごく限られた数軒の生産者のみが製麺を許されており、市場にはほとんど出回らない希少価値の高い製品である。他に等級外の縒つむぎ、播州小麦などがある。上級が長さ19センチメートル、太さ0.7 - 0.9ミリメートルで、1掴（50グラム）およそ400本であるのに対し、特級は太さ0.65 - 0.75ミリメートル、1掴およそ450本と、製品規格は等級や商品によって異なる。

## CM
- 1992年（平成4年）から長期間に渡り、女優で元キャンディーズの田中好子がCMキャラクターを務めていた。2011年4月21日、田中好子の逝去が報道された際には揖保乃糸公式サイトで追悼メッセージが表示されたが、報道翌日以降もCM自体は同年4月26日まで放送が継続され[3]、一部報道番組[4]でも歴代CMについて紹介された。
- 田中の死後、揖保乃糸のホームページに田中が出演したCMの継続を望む書き込みが殺到。これを受けて、兵庫県手延素麺協同組合事務局が、田中の長年に渡ったCM出演に対する功績を讃え、没後も「田中好子さんには永遠に『揖保乃糸』を見守っていただきたい」と公表したところ、一部メディアが“揖保乃糸CMキャラクターを永久的に務める”として、ホームページ上で過去に出演したCM動画や撮影風景を紹介すると断定的に報道して混乱が生じた。これに対して同組合は、永久キャラクターについて否定しCM動画などの公開についても未定であるとコメントした。その後、同組合は2代目の女優の京野ことみをCMキャラクターとして起用することを発表した(2016年3月まで)。その後、俳優の中村隼人を3代目のCMキャラクターとして起用した(2019年3月まで)。
- 2019年4月からの4代目のCMキャラクターは八木莉可子が務める。
- オリジナルのテレビCMソングは、演歌歌手の川野夏美（2006年）やJPOP歌手の夏川りみ（2008年, 2009年）、矢野顕子（2011年）、中嶋ユキノ（2011年）、岩崎宏美(2013年)が歌っている。2019年4月からのCM「やっぱり・かえろう」篇ほかの音楽担当は大友良英。歌は浜田真理子。[5]